# Спилберг, Адриана
Адриана Спилберг (нидерл. Adriana Spilberg, 5 декабря 1650 (по другой версии 8 декабря 1656 или 1657), Амстердам, Республика Соединённых провинций — 1700, Дюссельдорф, Курфюршество Пфальц) — художница, представительница «Золотого века» нидерландской живописи, писавшая картины при дворе Иоганна Вильгельма, курфюрста Пфальца.

## Биография
Она родилась в Амстердаме в 1650 (1656 или 1657) году в семье художника Йоханнеса Спилберга, выходца из Германии и Марии Герритс. Родители крестили дочь 8 декабря 1656 года в Аудекерке. Отец, известный портретист, научил её писать картины маслом, карандашом и пастелью. Вскоре она стала известной художницей в родном городе.
Йоханнес Спилберг оставил семью в Амстердаме и вернулся в Дюссельдорф, куда был приглашён Иоганном Вильгельмом, курфюрстом Пфальца на место придворного живописца. Когда курфюрст женился на эрцгерцогине Марии Анне Йозефе Австрийской, та пригласила в Пфальц семью художника. Так, в 1681 году Адриана Спилберг стала придворной художницей эрцгерцогини.
В 1684 году она вышла замуж за художника Виллема Бреквельта, от которого родила трёх сыновей. Он умер в 1687 году. В 1689 году умерла её покровительница курфюрстина, и курфюрст женился во второй раз на Анне Марии Луизе Медичи. В 1690 году скончался отец художницы. Место придворного живописца занял Эглон ван дер Нер, за которого она вышла замуж в 1697 году.
Точная дата смерти Адрианы Спилберг не известна. Предположительно умерла она в Дюссельдорфе после 1697 года, вероятно около 1700 года.